# Отиаи, Хироси
Хироси Отиаи (яп. 落合 弘; род. 28 февраля 1946, Сайтама) — японский футболист. Выступал за сборную Японии.

## Клубная карьера
В 1964 году Отиаи окончил среднюю школу и присоединился к «Консадоле Саппоро» (ранее — англ. Toshiba). Он играл на позиции нападающего. В 1966 году перешел в местный клуб «Урава Ред Даймондс» (ранее — «Мицубиси Моторс»). В 1969 году «Урава Редс» впервые стал чемпионом страны, а Отиаи — лучшим бомбардиром. В 1970-х годах он перешел на оборонительную позицию. В 1973 году клуб снова выиграл чемпионат и стал обладателем Кубка Императора. В 1978 году «Урава Ред Даймондс» выиграл все три главных титула в Японии; национальный чемпионат, Кубок лиги и Кубок Императора, а Отиаи был признан футболистом года в Японии. В 1984 году завершил карьеру, сыграв 267 матчей и забив 56 голов в чемпионате. Это рекордный показатель чемпионата после Yoshikazu Nagai, который провел 272 игры. Отиаи 10 раз попадал в символическую сборную чемпионата в течение 9 лет подряд (1973—1981).

## Карьера в сборной
В сентябре 1974 года Отиаи получил вызов в сборную Японии на Азиатские игры. И 7 сентября дебютировал за национальную команду в матче против Израиля. После этого он выходил на поле в большинстве матчей сборной Японии, включая квалификацию на Летние Олимпийские игры 1976 года, отборочный турнир к чемпионату мира 1978 года и Азиатские игры 1978 года. Квалификационный матч на Летние Олимпийские игры 1980 против сборной Брунея стал его последней игрой в национальной сборной. Всего он провел за Японию 63 игры и забил 9 голов.

## Тренерская карьера
В 1988 году Отиаи стал помощником тренера национальной сборной Кэндзо Ёкояма, с которым они вместе играли за «Урава Ред Даймондс». В 1992 году стал помощником тренера «Урава Редс» Такадзи Мори. В 2010 году Отиаи был введен в Зал славы японского футбола.

## Достижения

### Командные
«Мицубиси Моторс»
- Чемпион JSL D1: 1969, 1973, 1978, 1982
- Обладатель Кубка Императора: 1971, 1973, 1978, 1980
- Обладатель Кубка лиги: 1978

### Личные
- Лучший бомбардир чемпионата Японии — 1969
- Футболист года в Японии — 1978
- Попадание в символическую сборную JSL: (10) 1969, 1973, 1974, 1975, 1976, 1977, 1978, 1979, 1980, 1981

## Статистика

### В клубе
| Сезон | Клуб               | Лига   | Матчи | Голы |
| ----- | ------------------ | ------ | ----- | ---- |
| 1966  | Урава Ред Даймондс | JSL D1 | 14    | 6    |
| 1967  | Урава Ред Даймондс | JSL D1 | 14    | 13   |
| 1968  | Урава Ред Даймондс | JSL D1 | 14    | 5    |
| 1969  | Урава Ред Даймондс | JSL D1 | 14    | 12   |
| 1970  | Урава Ред Даймондс | JSL D1 | 14    | 2    |
| 1971  | Урава Ред Даймондс | JSL D1 | 14    | 4    |
| 1972  | Урава Ред Даймондс | JSL D1 | 14    | 1    |
| 1973  | Урава Ред Даймондс | JSL D1 | 18    | 2    |
| 1974  | Урава Ред Даймондс | JSL D1 | 18    | 2    |
| 1975  | Урава Ред Даймондс | JSL D1 | 18    | 3    |
| 1976  | Урава Ред Даймондс | JSL D1 | 18    | 1    |
| 1977  | Урава Ред Даймондс | JSL D1 | 18    | 1    |
| 1978  | Урава Ред Даймондс | JSL D1 | 18    | 1    |
| 1979  | Урава Ред Даймондс | JSL D1 | 18    | 2    |
| 1980  | Урава Ред Даймондс | JSL D1 | 18    | 1    |
| 1981  | Урава Ред Даймондс | JSL D1 | 18    | 0    |
| 1982  | Урава Ред Даймондс | JSL D1 | 5     | 0    |
| 1983  | Урава Ред Даймондс | JSL D1 | 2     | 0    |
| 1984  | Урава Ред Даймондс | JSL D1 | 0     | 0    |
| Итого | Итого              | Итого  | 267   | 56   |

### В сборной
| Сборная Японии | Сборная Японии | Сборная Японии |
| Год            | Игры           | Голы           |
| -------------- | -------------- | -------------- |
| 1974           | 2              | 0              |
| 1975           | 13             | 3              |
| 1976           | 15             | 2              |
| 1977           | 5              | 0              |
| 1978           | 14             | 3              |
| 1979           | 9              | 1              |
| 1980           | 5              | 0              |
| Итого          | 63             | 9              |